# Avendorf auf Fehmarn
Avendorf ist ein Dorf im Süden der Insel Fehmarn in Schleswig-Holstein.

## Lage
Avendorf liegt etwa zwei Kilometer nordöstlich der Brücke über den Fehmarnsund, 500 m östlich der Europastraße 47. Nachbarorte sind Strukkamp (ein Kilometer westlich), Blieschendorf (ein Kilometer nördlich) und Wulfen (zwei Kilometer südöstlich). Zur Ortsmitte der Stadt Fehmarn sind es etwa fünf Kilometer. Der Ort ist umgeben von landwirtschaftlich genutzten Feldern. Er besitzt einen Dorfteich. Westlich von Avendorf verläuft nahe Strukkamp die Bahnstrecke Lübeck–Puttgarden.

## Geschichte
1937 wurden Albertsdorf, Blieschendorf, Strukkamp und Wulfen nach Avendorf eingemeindet. Dadurch wuchs die Fläche der Gemeinde von 284 auf 1514 Hektar.
Der Name der Gemeinde Avendorf wurde am 1. Januar 1975 amtlich in Avendorf auf Fehmarn geändert. Am 1. Januar 1978 wurde sie in die Gemeinde Landkirchen auf Fehmarn eingegliedert und wurde 2003 ein Ortsteil der neu gegründeten und die ganze Insel einschließenden Stadt Fehmarn mit Burg auf Fehmarn als Sitz der Verwaltung.

## Einrichtung
Der Ort Avendorf auf Fehmarn hat eine eigene Freiwillige Feuerwehr, die sich Freiwillige Feuerwehr Süderort nennt. Diese Feuerwehr wurde am 18. Februar 1905 gegründet. Sie hat rund 30 ehrenamtliche Aktive. Zur Feuerwehr Süderort gehören die Dörfer: Fehmarnsund, Strukkamp, der Campingplatz Strukkamp-Huk, Albertsdorf, Gold, Blieschendorf, Wulfen, der Campingplatz Wulfener-Hals und der Campingplatz Miramar. Der Name „Süderort“ steht für die sechs Orte im Süden der Insel.
In Avendorf ist der Sitz der Jagdgenossenschaft Avendorf/Fehmarn, einer Körperschaft des öffentlichen Rechts.